# Mahant Avaidyanath
Mahant Avaidyanath (né le 28 mai 1921 et mort le 12 septembre 2014) est un prédicateur et politicien hindou. Il était le mahant (prêtre en chef) du temple de Gorakhnath, succédant à son gourou Digvijay Nath. Il était également un homme politique du Hindu Mahasabha et plus tard du parti Bharatiya Janata, élu quatre fois au Lok Sabha de Gorakhpur. Il a joué un rôle important dans le mouvement Ram Janmabhoomi. Il était le mentor et le gourou du ministre en chef de l'Uttar Pradesh, Yogi Adityanath.

## Biographie

### Carrière religieuse
Avaidyanath a succédé à Mahant Digvijay Nath à la tête de Gorakhnath Math et a été remplacé par Yogi Adityanath (Ajay Mohan Bisht).

### Carrière politique
Avaidyanathan a été élu député à cinq reprises du segment de l'Assemblée de Maniram - 1962, 1967, 1968 1974 et 1977. Il a été élu membre de Lok Sabha de Gorakhpur en tant que candidat indépendant en 1970 et a de nouveau gagné en 1989 en tant que candidat de l'hindou mahasabha. Il a été élu député du même siège en 1991 et 1996 en tant que candidat du parti Bharatiya Janata.

### Carrière religio-politique
Mahant Avaidyanath était un chef du mouvement Ram Janmabhoomi, fondateur du Sri Ramjanmabhoomi Mukti Yagna Samiti (Comité de sacrifice pour libérer le lieu de naissance de Ram) en 1984. En septembre de la même année, le Samiti a lancé une "procession religieuse avec des slogans nationalistes hindous" de Sitamarhi dans le Bihar à Ayodhya, avec pour mission de «libérer» le temple Ram. Avaidyanath a prononcé des sermons exhortant les auditeurs à ne voter que pour les partis qui ont promis de libérer les lieux sacrés hindous.

### Mort
Il est décédé le 12 septembre 2014 à Gorakhpur  à l'âge de 93 ans. Le Premier ministre indien, Narendra Modi, a déclaré qu'il « était attristé par le décès de Mahant Avaidyanath ji. On se souviendra de lui pour son zèle patriotique et ses efforts déterminés pour servir la société ».
Le ministre de l'Intérieur, Rajnath Singh, et le président de l'UP BJP, Laxmikant Bajpai, ont également adressé leurs condoléances pour sa mort.

## Commémoration
Un timbre est émis pour marquer le premier anniversaire de la mort d'Avaidyanath, qui était également le père spirituel de l'actuel ministre en chef de l'UP, Yogi Adityanath.